# Cratere Paculla
Paculla è un cratere sulla superficie di 4 Vesta.